# King's Cup 2012 (calcio)
La King's Cup 2012 di calcio fu la 41ª edizione della manifestazione. Iniziò il 15 gennaio e si concluse il 21 gennaio 2012. La formazione detentrice era la Danimarca. La squadra vincitrice, la Corea del Sud, scelse di partecipare con una formazione Under-23. Norvegia e Danimarca puntarono invece su calciatori militanti nel proprio campionato nazionale. L'ultima squadra partecipante fu la Thailandia, paese ospitante. La competizione fu in formato round-robin.

## Classifica
| Squadra       | P.ti | G | V | N | P | GF | GS | DR |
| ------------- | ---- | - | - | - | - | -- | -- | -- |
| Corea del Sud | 7    | 3 | 2 | 1 | 0 | 6  | 1  | +5 |
| Danimarca     | 5    | 3 | 1 | 2 | 0 | 4  | 2  | +2 |
| Norvegia      | 4    | 3 | 1 | 1 | 1 | 2  | 4  | -2 |
| Thailandia    | 0    | 3 | 0 | 0 | 3 | 2  | 7  | -5 |

### Incontri
| Arbitro: | Petsri |

|              |           |                 |
| Makienok 71’ | Marcatori | 79’ Elyounoussi |

| Arbitro: | Yamamoto |

|              |           |                                                     |
| Teeratep 53’ | Marcatori | 44’ Kim Dong-Sub 69’ Seo Jung-Jin 80’ Kim Hyun-Sung |

| Bangkok 18 gennaio 2012, ore 16:10 | Danimarca | 0 – 0 (0-0) referto | Corea del Sud | Stadio Rajamangala\| Arbitro: \| Nasawang \| |
| Arbitro:                           | Nasawang  |                     |               |                                              |

| Arbitro: | Yamamoto |

|  |           |                 |
|  | Marcatori | 84’ Reginiussen |

| Arbitro: | Mahapab |

|                                                     |           |  |
| Kim Bo-Kyung 16’ Kim Hyun-Sung 20’ Seo Jung-Jin 59’ | Marcatori |  |

| Arbitro: | Yamamoto |

|             |           |                                          |
| Sumanya 52’ | Marcatori | 10’ Makienok 43’ Spelmann 90'+2’ Ørnskov |

### Classifica marcatori
| Gol |  |  | Giocatore         | Squadra       |
| --- |  |  | ----------------- | ------------- |
| 2   |  |  | Simon Makienok    | Danimarca     |
| 2   |  |  | Kim Hyun-Sung     | Corea del Sud |
| 2   |  |  | Seo Jung-Jin      | Corea del Sud |
| 1   |  |  | Tarik Elyounoussi | Norvegia      |
| 1   |  |  | Tore Reginiussen  | Norvegia      |
| 1   |  |  | Martin Spelmann   | Danimarca     |
| 1   |  |  | Martin Ørnskov    | Danimarca     |
| 1   |  |  | Kim Dong-Sub      | Corea del Sud |
| 1   |  |  | Kim Bo-Kyung      | Corea del Sud |
| 1   |  |  | Sumanya Purisai   | Thailandia    |
| 1   |  |  | Teeratep Winothai | Thailandia    |